# Pterolophia pseudoprincipis
Pterolophia pseudoprincipis är en skalbaggsart som beskrevs av Stefan von Breuning 1943. Pterolophia pseudoprincipis ingår i släktet Pterolophia och familjen långhorningar.
Artens utbredningsområde är São Tomé. Inga underarter finns listade i Catalogue of Life.